# 大阿谢
大阿谢（法語：Achiet-le-Grand，法語發音：[aʃjɛ lə ɡʁɑ̃]）是法国上法兰西大区加来海峡省的一个市镇，与小阿谢相邻，属于阿拉斯区。

## 地理
大阿谢（50°7'50"N, 2°46'57"E）面积5.08 平方千米，位于法国上法蘭西大區加来海峡省，该省份为法国北部沿海省份，西北濒北海，南至索姆省，东临北部省。
与大阿谢接壤的市镇（或旧市镇、城区）包括：戈米耶库尔、小阿谢、比于库尔、库尔塞勒勒孔特、格雷维莱。

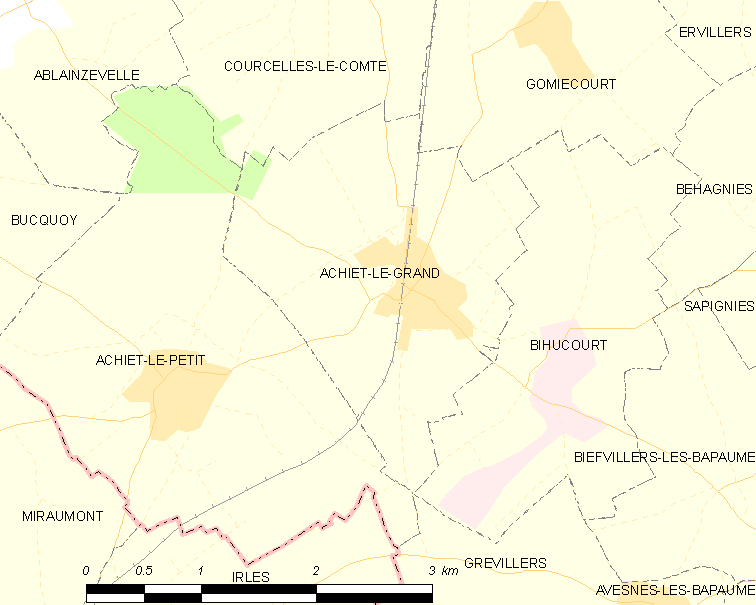
大阿谢的OSM定位图

大阿谢的时区为UTC+01:00、UTC+02:00（夏令时）。

## 行政
大阿谢的邮政编码为62121，INSEE市镇编码为62005。

## 政治
大阿谢所属的省级选区为巴波姆县。

## 人口

1962-2008年间大阿谢人口变化图示

大阿谢于2022年1月1日时的人口数量为969人。